# Az amerikai nyelv

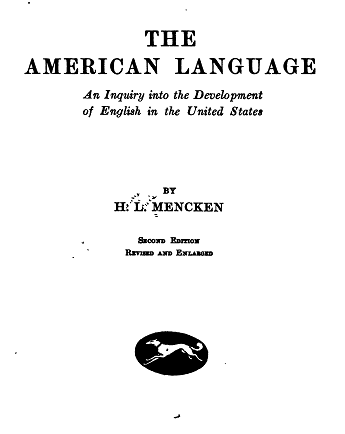
„Az amerikai nyelv” (The American Language) 1921-es kiadásának címlapja

Az amerikai nyelv (The American Language) című könyv H. L. Mencken műve, amely az angol nyelv Amerikában beszélt változatáról szól. A mű első kiadása 1919-ben jelent meg.
Menckent a washingtoni „színes bőrű pincérek argója”, kedvenc írója, Mark Twain és Baltimore utcáin szerzett tapasztalatai ihlették a könyv megírására. Már 1902-ben feltűntek neki „azok a fura szavak, amelyek megjelentek az Egyesült Államokban”. A könyv megírása előtt számos cikket írt ebben a témában a helyi The Baltimore Sun hasábjain, ahol feltette a költői kérdést: „Mikor vállalkozik már valaki arra, hogy leírja az amerikai nyelvet… vagyis az angolt, ahogyan azt e szépséges ország egyszerű embereinek nagy tömege beszéli?” Mencken végül saját maga vállalkozott a feladatra.
Noah Webstert követve Mencken is védelmébe vette az „amerikanizmusokat”, vagyis az amerikai angol nyelvváltozatban elterjedt helyesírási, nyelvtani és szóhasználati különbségeket, amelyet egyre több (brit) angol kritizált. Utóbbiak lényegében a civilizált világ peremén élők barbár nyelvi elhajlásainak tekintették az amerikai angolra jellemző furcsaságokat. Mencken hevesen támadta az előíró nyelvtan alkalmazását, és könyve előszavában is kifejtette, hogy a nyelv a szótáraktól és a helyesírási lexikonoktól függetlenül fejlődik, és a nyelvtudománynak követni kell a nyelv fejlődését.
A 374 oldalas könyv ennek megfelelően részletesen elemzi az amerikai angol és a brit angol közötti eltéréseket, az „amerikai változásokat”, a különbséget eredetét és elterjedtségét, az amerikai nevek eredetét és a helyi szleng kifejezéseit. Mencken véleménye szerint ezeknek köszönhetően az amerikai angol sokkal színesebb és élénkebb nyelv lett, mint az „eredeti” brit angol.
A könyv kiugró sikernek számított: az első kiadás 1400 példánya két hónap alatt elfogyott, és minden kritikus (Mencken személyes ellenségétől, Stuart Shermantól eltekintve) felmagasztalta. A következő évtizedekben Mencken folytatta munkáját, és számos kiegészítést jelentetett meg az eredeti könyv után. Napjainkban a könyv megírásához felhasznált kutatási anyagok és eredeti források nagy része a baltimore-i Enoch Pratt Free Libraryban található.

## Fordítás
- Ez a szócikk részben vagy egészben  a   The American Language című angol Wikipédia-szócikk fordításán alapul.  Az eredeti cikk szerkesztőit annak laptörténete sorolja fel. Ez a jelzés csupán a megfogalmazás eredetét és a szerzői jogokat jelzi, nem szolgál a cikkben szereplő információk forrásmegjelöléseként.